# 현대 누우엔진

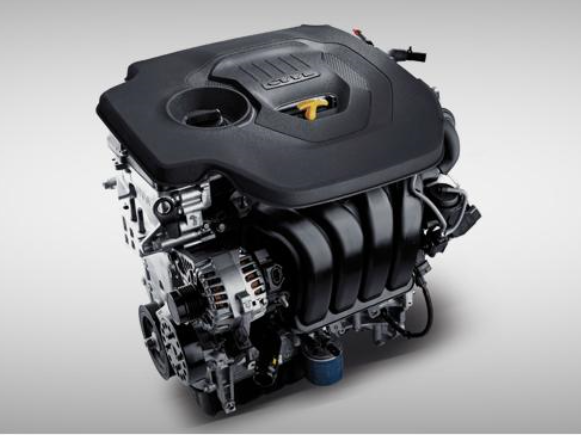
현대 누우엔진

현대 누우엔진은 베타 엔진을 대체하기 위해 현대자동차에서 개발한 직렬 4기통 가솔린/LPG 엔진으로, 형식명은 G4N이다. 엔진 배기량은 1.8L, 2.0L이며, 1.8리터 사양은 주로 해외 시장용이다. 2016년 세계 10대 엔진 중 하나로 선정되기도 했다.
누우 엔진이 출시되자, 동급 배기량의 세타 엔진(G4K)은 주로 고배기량 자연흡기 및 터보 엔진에 이용하고 있다. 따라서 2.0리터 자연흡기 사양은 MPI와 GDI 모두 누우 기반으로 나온다.
가솔린 직접분사, 하이브리드 등에 이용된다. MPI 자연흡기형은 일반형(CVVL)과 앳킨슨 사이클 CVVT형이 있으며, 직분사형은 일반용과 앳킨슨 사이클 하이브리드용이 있다. CVVL보다 출력이 낮은 앳킨슨 사이클 CVVT 사양은 주로 북미 등지에 수출하는 준중형급 모델(아반떼, 코나, 셀토스, K4)에 장착하고, 대한민국 내수에는 수출 시장보다 늦게 선보였다. 대한민국 내수에는 6세대 아반떼 전기형을 통해 149마력 2.0리터 앳킨슨 사이클 엔진을 처음 선보였으나, 인기가 없어서 금방 단종되고 1세대 코나의 페이스리프트 모델을 통해 다시 선보였다.